# Urano Bacelar
Urano Teixeira da Matta Bacellar (* 20. August 1947 in Bagé, Brasilien; † 7. Januar 2006 in Port-au-Prince) war ein brasilianischer General und Kommandeur der UN-Truppen auf Haiti. 

## Leben
Urano Bacellar diente 39 Jahre lang in der brasilianischen Armee und hatte zuletzt den Rang des Generalleutnants inne.
Im September 2005 wurde er zum Befehlshaber des 9000 Mann starken UN-Kontingentes der MINUSTAH-Mission in Haiti ernannt. Seine Aufgabe war es, Gewalt und Aufruhr insbesondere in der Hauptstadt Port-au-Prince unter Kontrolle zu bekommen, einschließlich der Entwaffnung der dortigen Banden, die ganze Stadtviertel kontrollierten. Seit der Entmachtung des Präsidenten Aristide 2004 versuchten UN-Soldaten ohne Erfolg, Ruhe und Ordnung wiederherzustellen.
Am 7. Januar 2006 wurde Urano Bacellar erschossen in seinem Hotelzimmer aufgefunden. Sowohl eine brasilianische Untersuchung als auch die der UN kam zum Ergebnis, dass es sich bei seinem Tod um Suizid handelte.